# Жольд
Жольд (фр. Jauldes) — коммуна во Франции, находится в регионе Пуату — Шаранта. Департамент — Шаранта. Входит в состав кантона Ла-Рошфуко. Округ коммуны — Ангулем.
Код INSEE коммуны — 16168.
Коммуна расположена приблизительно в 380 км к юго-западу от Парижа, в 90 км южнее Пуатье, в 18 км к северо-востоку от Ангулема.

## Население
Население коммуны на 2008 год составляло 726 человек.
| 1962 | 1968 | 1975 | 1982 | 1990 | 1999 | 2008 |
| ---- | ---- | ---- | ---- | ---- | ---- | ---- |
| 552  | 542  | 521  | 577  | 606  | 613  | 726  |

## Администрация
| Период | Период | Фамилия       | Партия | Примечания |
| ------ | ------ | ------------- | ------ | ---------- |
| 1993   | 2008   | Мишель Булете |        |            |
| 2008   |        | Эрик Савен    |        |            |

## Экономика
В 2007 году среди 459 человек в трудоспособном возрасте (15—64 лет) 352 были экономически активными, 107 — неактивными (показатель активности — 76,7 %, в 1999 году было 70,2 %). Из 352 активных работали 337 человек (189 мужчин и 148 женщин), безработных было 15 (8 мужчин и 7 женщин). Среди 107 неактивных 25 человек были учениками или студентами, 47 — пенсионерами, 35 были неактивными по другим причинам.

## Достопримечательности
- Приходская церковь Сен-Мартен (XVII век)
  - Деревянная позолоченная дарохранительница (XVII век). Высота — 125 см, длина — 160 см. Исторический памятник с 1911 года[3]

## Фотогалерея

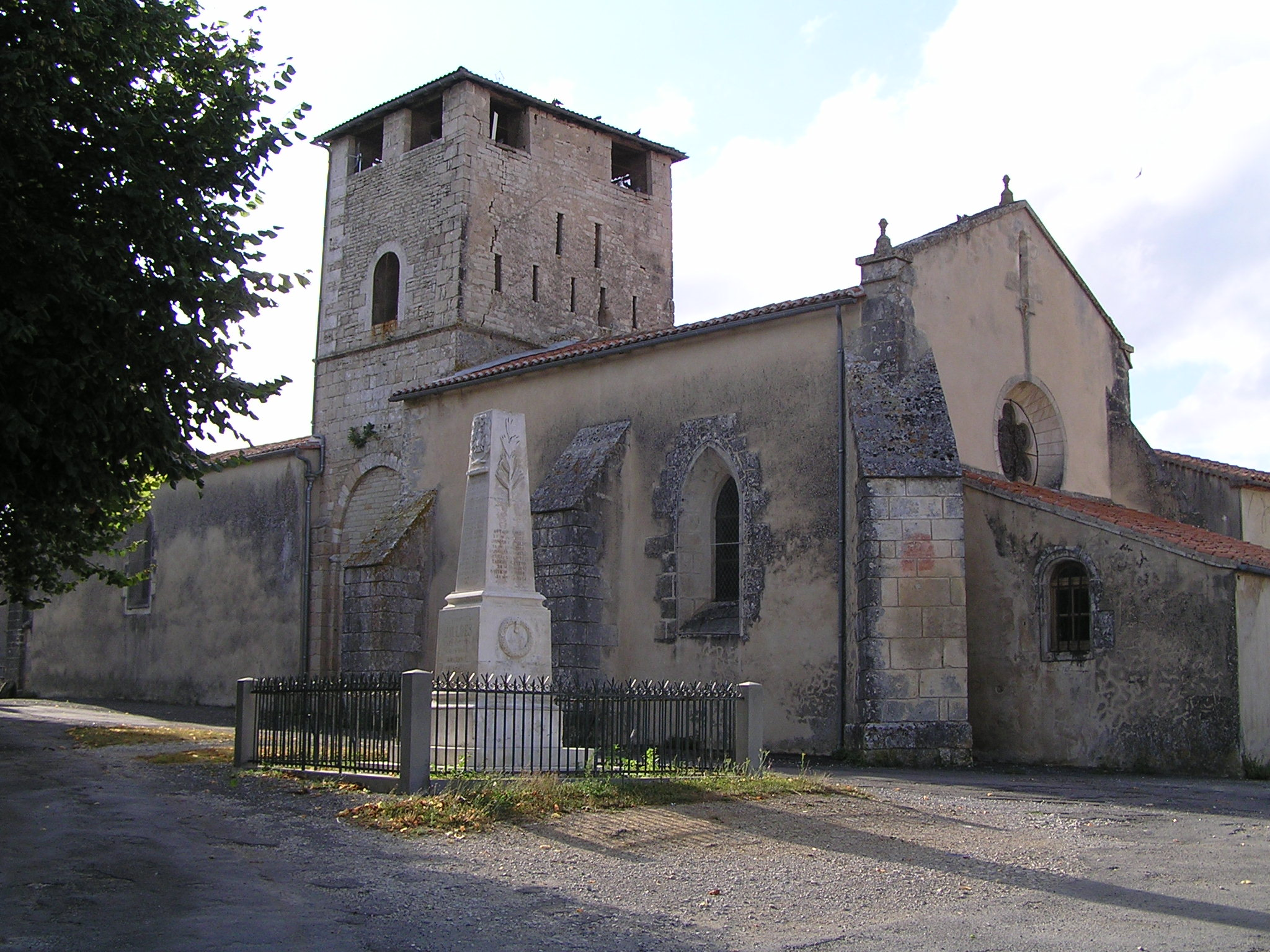
Церковь Сен-Мартен и военный мемориал
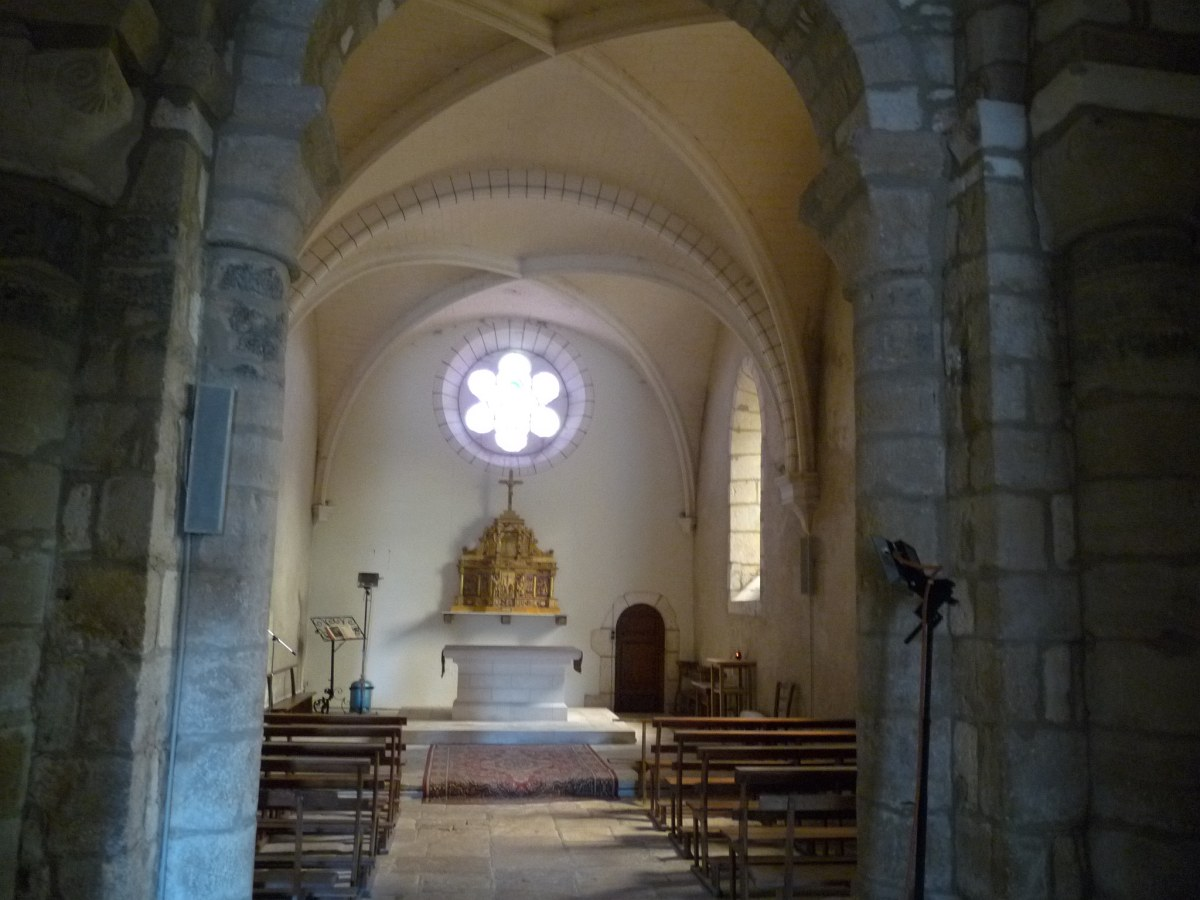
Интерьер церкви Сен-Мартен
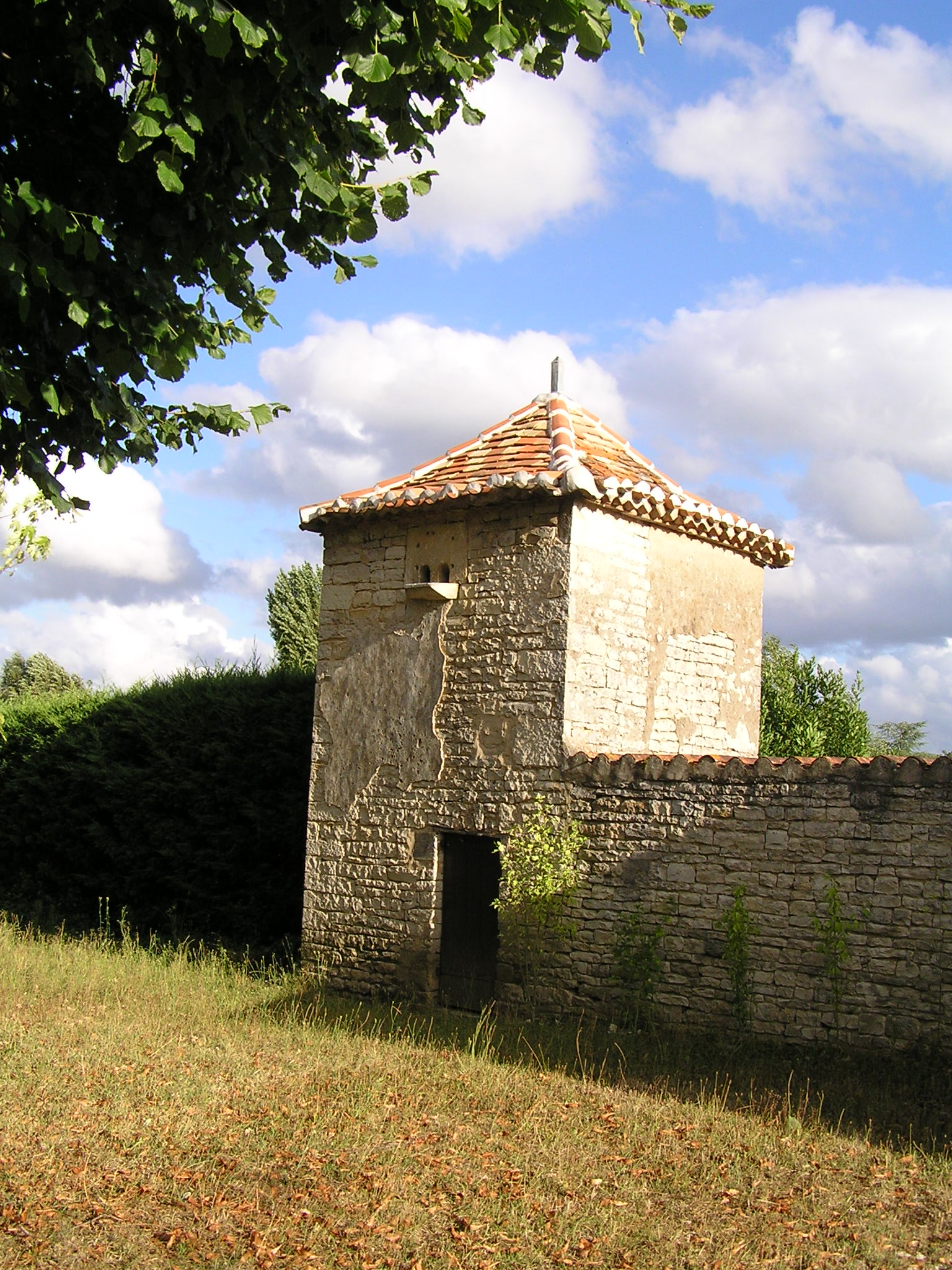
Голубятня